# يوليوس تالمان
يوليوس تالمان (بالإنجليزية: Julius Thalmann)‏ ولد بتاريخ 7 أبريل 1960 في سويسرا، هو دراج سويسري سابق.

## روابط خارجية
- يوليوس تالمان على موقع أرشيف الدراجات (الإنجليزية)